# Intel Xeon (Sandy Bridge)
Die Intel-Xeon-Serie auf Basis der Sandy-Bridge-Microarchitektur ist eine Familie von 64-Bit-Mikroprozessoren für Server und Workstations von Intel. Diese Mehrkernprozessoren (je nach Modell mit zwei bis zehn Kernen) stellen die Nachfolger der Core-basierten Xeon-Prozessoren dar.
Während die E3-Varianten noch mit einem LGA1155-Sockel auskommen und nur zwei DDR3-Speicherkanäle besitzen, wurde ab E5 (und E7) der LGA2011-Sockel mit vier DDR3-Speicherkanälen eingeführt.

## Modelle
Es existiert eine Vielzahl von Modellen. Die Hauptparameter sind:
- 1. Ziffer des vierstelligen Produktcodes: gibt an, wie viele Prozessoren dieses Typs in einem Host parallel genutzt werden können (Anzahl Sockets im Gegensatz zu Anzahl Cores).
- Taktfrequenz (geht direkt in die Single-Task-Leistung ein und ist für viele Programme leistungsbestimmend)
- Cachegröße (erhöht den Datendurchsatz)
- Anzahl Cores (erhöht die Anzahl der gleichzeitig bearbeitbaren Tasks)
- Thermal Design Power: Verlustleistung, begrenzt den Einsatzzweck, je höher, desto größer müssen Kühlsystem und Spannungsversorgung dimensioniert sein, geht mit der Taktfrequenz, der Anzahl der Cores und der Größe des Caches in die Höhe. Die Modelle mit einem „L“ hinter dem 4-stelligen Produktcode sind Low-Power-Versionen mit geringem Energieverbrauch für Microserver
- integrierte GPU: nur für Workstations mit geringer 3D-Grafikleistung interessant (siehe auch Intel HD Graphics), da in CAD-Workstations in der Regel Grafikbeschleuniger mit hoher Rechenleistung zusätzlich gesteckt werden

| Produktcode | 3rd-Level-Cache | Taktfrequenz | Erscheinen | Cores | TDP   | integrierte GPU          |
| ----------- | --------------- | ------------ | ---------- | ----- | ----- | ------------------------ |
| E3-1105C    | 6 MB Cache      | 1,00 GHz     | Q2'12      | 4     | 25 W  | keine                    |
| E3-1125C    | 8 MB Cache      | 2,00 GHz     | Q2'12      | 4     | 40 W  | keine                    |
| E3-1225     | 6 MB Cache      | 3,10 GHz     | Q2'11      | 4     | 95 W  | Intel® HD Graphics P3000 |
| E3-1230     | 8 MB Cache      | 3,20 GHz     | Q2'11      | 4     | 80 W  | keine                    |
| E3-1235     | 8 MB Cache      | 3,20 GHz     | Q2'11      | 4     | 95 W  | Intel® HD Graphics P3000 |
| E3-1240     | 8 MB Cache      | 3,30 GHz     | Q2'11      | 4     | 80 W  | keine                    |
| E3-1245     | 8 MB Cache      | 3,30 GHz     | Q2'11      | 4     | 95 W  | Intel® HD Graphics P3000 |
| E3-1260L    | 8 MB Cache      | 2,40 GHz     | Q2'11      | 4     | 45 W  | Intel® HD Graphics 2000  |
| E3-1270     | 8 MB Cache      | 3,40 GHz     | Q2'11      | 4     | 80 W  | keine                    |
| E3-1275     | 8 MB Cache      | 3,40 GHz     | Q2'11      | 4     | 95 W  | Intel® HD Graphics P3000 |
| E3-1280     | 8 MB Cache      | 3,50 GHz     | Q2'11      | 4     | 95 W  | keine                    |
| E3-1290     | 8 MB Cache      | 3,60 GHz     | Q3'11      | 4     | 95 W  | keine                    |
| E5-1620     | 10 MB Cache     | 3,60 GHz     | Q1'12      | 4     | 130 W | keine                    |
| E5-1650     | 12 MB Cache     | 3,20 GHz     | Q1'12      | 6     | 130 W | keine                    |
| E5-1660     | 15 MB Cache     | 3,30 GHz     | Q1'12      | 6     | 130 W | keine                    |
| E5-1428L    | 15 MB Cache     | 1,8 GHz      | Q2'12      | 6     | 60 W  | keine                    |
| E5-2603     | 10 MB Cache     | 1,80 GHz     | Q1'12      | 4     | 80 W  | keine                    |
| E5-2609     | 10 MB Cache     | 2,40 GHz     | Q1'12      | 4     | 80 W  | keine                    |
| E5-2620     | 15 MB Cache     | 2,00 GHz     | Q1'12      | 6     | 95 W  | keine                    |
| E5-2630     | 15 MB Cache     | 2,30 GHz     | Q1'12      | 6     | 95 W  | keine                    |
| E5-2630L    | 15 MB Cache     | 2,00 GHz     | Q1'12      | 6     | 60 W  | keine                    |
| E5-2637     | 5 MB Cache      | 3,00 GHz     | Q1'12      | 2     | 80 W  | keine                    |
| E5-2640     | 15 MB Cache     | 2,50 GHz     | Q1'12      | 6     | 95 W  | keine                    |
| E5-2643     | 10 MB Cache     | 3,30 GHz     | Q1'12      | 4     | 130 W | keine                    |
| E5-2650     | 20 MB Cache     | 2,00 GHz     | Q1'12      | 8     | 95 W  | keine                    |
| E5-2650L    | 20 MB Cache     | 1,80 GHz     | Q1'12      | 8     | 70 W  | keine                    |
| E5-2660     | 20 MB Cache     | 2,20 GHz     | Q1'12      | 8     | 95 W  | keine                    |
| E5-2665     | 20 MB Cache     | 2,40 GHz     | Q1'12      | 8     | 115 W | keine                    |
| E5-2667     | 15 MB Cache     | 2,90 GHz     | Q1'12      | 6     | 130 W | keine                    |
| E5-2670     | 20 MB Cache     | 2,60 GHz     | Q1'12      | 8     | 115 W | keine                    |
| E5-2680     | 20 MB Cache     | 2,70 GHz     | Q1'12      | 8     | 130 W | keine                    |
| E5-2687W    | 20 MB Cache     | 3,10 GHz     | Q1'12      | 8     | 150 W | keine                    |
| E5-2690     | 20 MB Cache     | 2,90 GHz     | Q1'12      | 8     | 135 W | keine                    |
| E5-2403     | 10 MB Cache     | 1,80 GHz     | Q2'12      | 4     | 80 W  | keine                    |
| E5-2407     | 10 MB Cache     | 2,20 GHz     | Q2'12      | 4     | 80 W  | keine                    |
| E5-2420     | 15 MB Cache     | 1,90 GHz     | Q2'12      | 6     | 95 W  | keine                    |
| E5-2430     | 15 MB Cache     | 2,20 GHz     | Q2'12      | 6     | 95 W  | keine                    |
| E5-2430L    | 15 MB Cache     | 2,00 GHz     | Q2'12      | 6     | 60 W  | keine                    |
| E5-2440     | 15 MB Cache     | 2,40 GHz     | Q2'12      | 6     | 95 W  | keine                    |
| E5-2450     | 20 MB Cache     | 2,10 GHz     | Q2'12      | 8     | 95 W  | keine                    |
| E5-2450L    | 20 MB Cache     | 1,80 GHz     | Q2'12      | 8     | 70 W  | keine                    |
| E5-2470     | 20 MB Cache     | 2,30 GHz     | Q2'12      | 8     | 95 W  | keine                    |
| E5-4603     | 10 MB Cache     | 2,00 GHz     | Q2'12      | 4     | 95 W  | keine                    |
| E5-4607     | 12 MB Cache     | 2,20 GHz     | Q2'12      | 6     | 95 W  | keine                    |
| E5-4610     | 15 MB Cache     | 2,40 GHz     | Q2'12      | 6     | 95 W  | keine                    |
| E5-4617     | 15 MB Cache     | 2,90 GHz     | Q2'12      | 6     | 130 W | keine                    |
| E5-4620     | 16 MB Cache     | 2,20 GHz     | Q2'12      | 8     | 95 W  | keine                    |
| E5-4640     | 20 MB Cache     | 2,40 GHz     | Q2'12      | 8     | 95 W  | keine                    |
| E5-4650     | 20 MB Cache     | 2,70 GHz     | Q2'12      | 8     | 130 W | keine                    |
| E5-4650L    | 20 MB Cache     | 2,60 GHz     | Q2'12      | 8     | 115 W | keine                    |